# James FitzGerald, 1.º Duque de Leinster
James FitzGerald, 1.º Duque de Leinster, (29 de maio de 1722 – 19 de novembro de 1773), intitulado Lorde Offaly até 1743 e conhecido como Conde de Kildare entre 1743 e 1761 e como Marquês de Kildare entre 1761 e 1766, foi um nobre Anglo-Irlandês, soldado e político.

## Infância
Leinster era filho de Robert FitzGerald, 19.º Conde de Kildare, e de Mary O'Brien, filha de William O'Brien, 3.º Conde de Inchiquin.

## Carreira
Leinster foi membro da Câmara dos Comuns da Irlanda por Athy desde 1741, antes de suceder ao pai como 20.º Conde de Kildare em 1743. Foi nomeado membro do Conselho Privado da Irlanda em 1746 e em 1747, na ocasião do seu casamento, foi criado Visconde de Leinster, de Taplow no Condado de Buckingham, no Pariato da Grã-Bretanha, e tomou assento na Câmara dos Lordes britânica naquele mesmo ano. De 1749 a 1755, foi um dos líderes do Partido Popular na Irlanda e serviu como Mestre-Geral da Artilharia entre 1758 e 1766, tornando-se Coronel da Artilharia Real Irlandesa em 1760. Foi promovido a Major-General em 1761 e a Lieutenant-General em 1770.
Em 1761, Lorde Kildare foi criado Conde de Offaly e Marquês de Kildare no Pariato da Irlanda e em 1766 foi ainda mais honrado ao ser nomeado Duque de Leinster, tornando-se, por esta altura, o Primeiro Duque, Marquês e Conde no Pariato da Irlanda.

## Casamento e descendência
Leinster casou com a jovem de 15 anos Emily Lennox (6 de outubro de 1731 – Londres, 27 de março de 1814), filha de Charles Lennox, 2.º Duque de Richmond e uma das famosas irmãs Lennox, em Londres a 7 de fevereiro de 1747. Ela era bisneta de Rei Carlos II e, portanto, era uma prima distante do Rei Jorge III (ambos descendiam do Rei James VI e I). O casal teve dezenove filhos:
- George FitzGerald, Conde de Offaly (15 de janeiro de 1748 – Richmond House, 26 de setembro de 1765);
- William FitzGerald, 2.º Duque de Leinster (Arlington Place, Piccadilly, Londres, 12 de março de 1749 – Carton House, Kildare, 20 de outubro de 1804);
- Caroline FitzGerald (1750 – 1754);
- Emily Mary FitzGerald (15 de março de 1751 – 8 de abril de 1818), casou com Charles Coote, 1.º Conde de Bellomont e Barão Coote de Coolony. O casal teve cinco filhos, um filho que morreu jovem (nascido em 1776) e quatro filhas. Emily morreu em Penzance, Cornwall, em 1818, após uma doença prolongada;
- Henrietta FitzGerald (1753 – 1763);
- Caroline FitzGerald (nascida e falecida em 1755);
- Charles FitzGerald, 1.º Barão de Lecale (30 de junho de 1756 – 30 de junho de 1810);
- Charlotte Mary Gertrude FitzGerald (29 de maio de 1758 – 13 de setembro de 1836), casou com Joseph Strutt e foi feita a primeira Baronessa Rayleigh. Teve descendência;
- Louisa Bridget FitzGerald (1760 – 1765);
- Henry FitzGerald (30 de julho de 1761 – 8 de julho de 1829), general; casou com Charlotte Boyle e teve descendência, que herdou o sobrenome "de Ros";
- Sophia Sarah Mary FitzGerald (1762 – 21 de março de 1845);
- Edward FitzGerald (15 de outubro de 1763 – 4 de junho de 1798), revolucionário e proeminente líder dos United Irishmen durante a insurreição de 1798;
- Robert Stephen FitzGerald (1765 – 2 de janeiro de 1833), diplomata; casou com Sophia Charlotte Fielding e teve descendência;
- Gerald FitzGerald (janeiro de 1766 – 1788). Afogado, foi ao fundo do navio no qual estava servindo;
- Augustus FitzGerald (1767 – 1771);
- Fanny FitzGerald (1770 – 1775);
- Lucy Anne FitzGerald (1771 – 1851), que participou na Rebelião Irlandesa de 1798. Foi casada com o Almirante Sir Thomas Foley, que serviu com distinção sob Lorde Nelson. Não tiveram filhos;
- Louisa FitzGerald (1772 – 1776);
- George Simon FitzGerald (16 de abril de 1773 – 1783). Reconhecido como filho de Lorde Kildare, mas era, na verdade, o filho biológico do tutor de seu irmão, William Ogilvie.

Leinster morreu na Casa de Leinster, Dublin, em novembro de 1773, com 51 anos, e foi sepultado na Catedral de Christ Church da cidade. Foi sucedido pelo seu segundo (mas o filho mais velho sobrevivente) filho, William, Marquês de Kildare. A Duquesa de Leinster causou uma pequena sensação ao casar com o seu amante William Ogilvie em 1774, mas continuou a ser conhecida como a Duquesa Viúva de Leinster. Teve mais três filhos com ele. Faleceu em Londres em março de 1814, com 82 anos.

## Na cultura popular
Em 1999, a Irish Screen, BBC America e WGBH produziram Aristocrats, uma série de televisão limitada em seis partes baseada nas vidas de Emily Lennox e das suas irmãs. Leinster foi interpretado por Ben Daniels.